# Dipsacus pinnatifidus
Dipsacus pinnatifidus är en tvåhjärtbladig växtart som beskrevs av Ernst Gottlieb von Steudel och Achille Richard. Dipsacus pinnatifidus ingår i släktet kardväddar, och familjen Dipsacaceae. Inga underarter finns listade i Catalogue of Life.